# Stan Poetaș
Stan Poetaș (n. 5 decembrie 1870, Ulmu, județul Brăila, Principatele Unite – d. 8 ianuarie 1919, Călărașeuca, Regatul România, acum Republica Moldova) a fost un general de armată român în timpul Primului Război Mondial, fiind deseori creditat pentru multe victorii ale României din timpul războiului.

## Viața timpurie și cariera
A urmat școala primară, gimnaziul, mai apoi școala militară, pe care a absolvit-o în 1889. La vârsta de 19 ani a devenit ofițer. Din acel an a început ascensiunea sa în cariera militară de la gradul de sublocotenent, comandant de pluton, până la gradul de colonel și comandant al Regimentului 40 Infanterie Călugăreni, în 1916, când România a intrat în Războiul pentru Reîntregire.

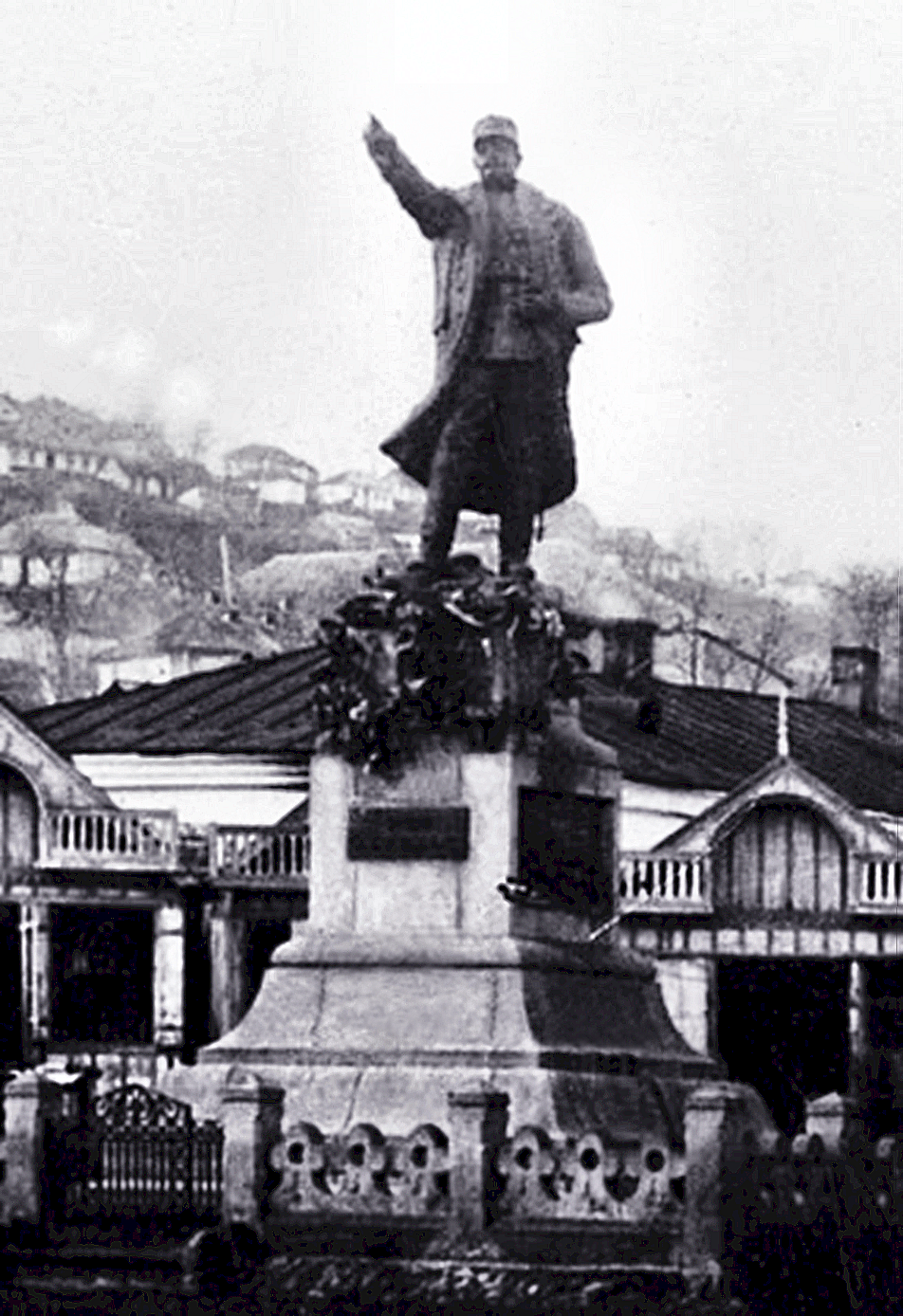
Monumentul generalului Stan Poetaș de la Soroca

Între anii 1916-1918 Stan Poetaș a luptat în Dobrogea și a participat la luptele pentru București din noiembrie 1916. Colonelul Stan Poetaș a condus eroic bătălia de la Neajlov–Argeș supranumită și Bătălia Bucureștilor. El a declanșat un atac furibund la Bălăria și a luat 200 de prizonieri, capturând trei tunuri grele și numeros material de război. Statul Major al diviziei germane 217 se refugiază la Ghimpați.
Vara anului 1917 l-a găsit la Mărășești, fiind în fruntea Brigăzii 17 Infanterie; a luptat eroic și a realizat în practică deviza: „Nici pe aici nu se trece!” a generalului Eremia Grigorescu. La bătăliile de la Mărăști, Mărășești și Oituz armatele austro-germane au fost oprite.
Din cauza atacurilor mai multor bande de soldați proveniți din Armata Rusă aflată în descompunere, precum și a incursiunilor grupărilor comuniste ale Rusiei Sovietice care activau în Ucraina, conducerea României a fost nevoită să folosească armata pentru a apăra populația Basarabiei.
În anul 1918, sosind la Drochia și mai apoi la Hotin, generalul Stan Poetaș a organizat unitățile militare în așa fel încât să nu fie atacate prin surprindere de bandele bolșevice. Situația era foarte complicată. Râul Nistru era înghețat și unitățile teroriste treceau liber în Basarabia. În nordul Basarabiei, după cum scrie istoricul român Costin Scurtu, au existat trei sectoare de trecere din Ucraina în Basarabia: 
- Żwaniec (Jvaneț)-Hotin,
- Berezówka (Berezivka)-Lomacineți
- Moghilău-Otaci.

În zona Hotinului era concentrată banda lui G.I. Bărbuță. La 5/18 ianuarie 1919 au fost primite anumite informații despre pregătirea bandelor bolșevice și petliuriste de a trece Nistrul. S-au luat măsuri de întărire a frontierei. La orele 9 dimineața generalul Stan Poetaș a primit informații că bolșevicii au trecut Nistrul și în alte sate de frontieră. Trupele române au fost atacate din spate, mai exact din unele sate unde populația ruso-ucraineană s-a răsculat.
Văzând că situația este complicată, generalul Stan Poetaș a decis să inspecteze sectorul din dreapta Batalionului 2 din Regimentul 34 Infanterie. S-a îndreptat pe șoseaua Otaci-Călărașeuca. În timpul inspectării trupelor sale din zona satului Călărașeuca a fost împușcat din spate de către oamenii din banda lui G.I. Bărbuță. A fost omorât, iar cadavrul batjocorit. Cercetările ulterioare au stabilit că generalul Stan Poetaș a fost ochit de către un bandit rusificat din banda lui G.I. Bărbuță – un oarecare S. Fosu. Acest S. Fosu a fost prins, judecat și condamnat la moarte în anul 1929, iar G.I. Bărbuță și bandiții lui au fost prinși și executați de către forțele hatmanului Simon Petliura dincolo de Nistru.
Istoricul Constantin Kirițescu a scris astfel despre moartea generalului Stan Poetaș: „I-a fost dat să moară, lovit de un glonț mișel, tras din spate, acestui erou legendar al armatei române, care la Topraisar, Neajlov și la Mărășești, înfruntase de atâtea ori moartea în față, în cele mai dramatice momente ale războiului nostru”.

## Omagierea
În această zi de 11 ianuarie 1919, „corpul mult regretatului comandant Poetaș a fost dezgropat din zăpadă, depus în sicriu și evacuat spre Soroca”. A fost înmormântat la 14 ianuarie 1919 în orașul Soroca.
În perioada interbelică o serie de acte administrative au încercat să cinstească memoria generalului:
- o comună din județul Caliacra a primit numele Comuna General Stan Poetaș.[4]
- Strada General Stan Poetaș din Chișinău.[5]
- Strada General Stan Poetaș din Soroca.[6]
- Strada Stan Poetaș din București,[7] astăzi redenumită Teleajen.[8]
- Strada General Poetaș din Cluj-Napoca, astăzi redenumită Someșului.
- Satul Cureșnița din județul Soroca a fost denumit cu numele generalului Poetaș. Totodată, în orașul Soroca, în semn de stimă și recunoștință, a fost înălțat în 1929 un monument în memoria sa.[3]